# Erik Latour
Erik Latour (Maastricht, 3 november 1955 – Amsterdam, 25 april 2004) was een Nederlands televisieproducent en eigenaar van het televisieproductiebedrijf Today TV in Amsterdam.
Latour was de bedenker van het programma Dossier Weerwerk, dat hij voor de RVU maakte. Later ontwikkelde hij onder andere De Rijdende Rechter (NCRV, vanaf 1995 tot heden) en een aantal series die hij zelf "creality-televisie" noemde, als knipoog naar realitytelevisie. Zo volgde hij begin jaren negentig zeven jongeren 31 weken lang in het programma Nummer 28 (KRO, 1992) en produceerde hij vijf jaar later Het Werkhotel, een programma over zeven werklozen in een hotel, op zoek naar werk. Twee andere programma's in het genre waren Met de deur in huis en Buskruit.
In het kader van Dossier Weerwerk maakte Latour diverse tv-documentaires voor de RVU, onder andere in 1993 een aflevering over Johan Wilman, een ingenieur die decennia streed voor rehabilitatie na door de Binnenlandse Veiligheidsdienst (BVD) te zijn kapotgemaakt, en in 1999 een aflevering over Erik van den Muijzenberg die met succes een civiele procedure tegen zijn stiefvader aanspande wegens seksueel misbruik.
In 2004 pleegde Latour op 48-jarige leeftijd zelfmoord.